# テッジャーノ
テッジャーノ（伊: Teggiano）は、イタリア共和国カンパニア州サレルノ県にある、人口約7,800人の基礎自治体（コムーネ）。

## 地理

### 位置・広がり

#### 隣接コムーネ
隣接するコムーネは以下の通り。
- アーテナ・ルカーナ
- コルレート・モンフォルテ
- モンテ・サン・ジャーコモ
- ピアッジーネ
- サッコ
- サーラ・コンシリーナ
- サン・ピエトロ・アル・ターナグロ
- サン・ルーフォ
- サンタルセーニオ
- サッサーノ

## 行政

### 分離集落
テッジャーノには、以下の分離集落（フラツィオーネ）がある。
- Pantano, Piedimonte, Prato Perillo, San Marco